# Rana lini
Babina lini là một loài ếch trong họ Ranidae.
Nó được tìm thấy ở Trung Quốc, có thể ở Lào, Myanmar và Việt Nam.
Các môi trường sống tự nhiên của chúng là đầm nước, đầm nước ngọt, đầm nước ngọt có nước theo mùa, ao, ao nuôi trồng thủy sản, đất có tưới tiêu, và đất nông nghiệp có lụt theo mùa. Loài này đang bị đe dọa do mất môi trường sống.